# Kang Woo-seok
Dans ce nom coréen, le nom de famille, Kang, précède le nom personnel.
Kang Woo-seok (hangeul : 강우석 ; hanja : 康祐碩 ; RR : Gang U-seok ; MR : Kang U'sǒk) est un producteur et réalisateur sud-coréen, né le 10 novembre 1960 à Gyeongsan (Gyeongsang du Nord).

## Biographie
Kang Woo-seok naît le 10 novembre 1960 à Gyeongsan, dans la province du Gyeongsang du Nord.
En 1993, il fonde la société de production et de distribution Cinema Service, devenue l'une des deux plus grandes sociétés de production en Corée du Sud avec CJ Entertainment,.

## Filmographie

### En tant que producteur
- 1993 : Tukabseu de lui-même
- 1994 : Manura jugigi de lui-même
- 1995 : Eommaege aeini saenggyeoteoyo de Kim Dong-bin
- 1996 : Tukabseu 2 de lui-même
- 1997 : Holiday in Seoul de lui-même
- 1998 : Tukabseu 3 de Kim Sang-jin
- 1998 : Saenggwabu uijaryo cheonggu sosong de lui-même
- 1999 : Yonggary (용가리) de Shim Hyung-rae (producteur délégué)
- 1999 : Sur la trace du serpent (인정사정 볼것없다) de Lee Myeong-se (producteur délégué)
- 2000 : Bulhueui myeongjag de Shim Kwang-jin
- 2000 : Ju No-myeong Bakery de Park Hun-su
- 2001 : Guns and Talks (킬러들의 수다) de Jang Jin
- 2001 : Sun Mool de Oh Ki-hwan (producteur délégué)
- 2001 : WaSanGo de Kim Tae-gyun (producteur délégué)
- 2002 : Ivre de femmes et de peinture (취화선) d'Im Kwon-taek (producteur délégué)
- 2003 : Silmido (실미도) de lui-même (producteur délégué)
- 2003 : Cheonnyeon ho de Lee Kwang-hoon (producteur délégué)
- 2004 : La Pègre (하류인생) d'Im Kwon-taek (producteur délégué)
- 2005 : Sarangni de Jeong Ji-woo
- 2008 : Hellcats (뜨거운 것이 좋아) de Kwon Chil-In
- 2008 : Modern Boy (모던 보이) de Jeong Ji-woo
- 2009 : Baekyahaeng: Hayan eodoom sokeul geolda de Park Shin-woo (producteur délégué)
- 2009 : Des nouilles aux haricots noirs (김씨 표류기) de Lee Hae-joon (producteur délégué)
- 2010 : No mercy (용서는 없다) de Kim Hyeong-Joon
- 2011 : Romaentik hebeun de Jang Jin
- 2013 : Kang-cheol-i d'Ahn Kwon-tae (producteur superviseur)
- 2015 : Pororo3: Cyber Space Adventure de Park Chan-wook et Park Yeong-yeon

#### Court métrage
- 2014 : Pororo, the Snow Fairy Village Adventure de Kim Hyeon-Ho et Park Chan-wook

#### Série télévisée
- 2017 : Hatchimals (producteur délégué ; épisode : Hatch List)

### En tant que réalisateur
- 1989 : Dalkomhan shinbudeul
- 1989 : Haengbokeun seongjeogsunoi anijyanchayo
- 1990 : Naneun nalmada ileoseonda
- 1991 : Nuga yongui baltobeul boatneunga (누가 용의 발톱을 보았는가)
- 1991 : Yeolahob jeolmanggeute buleuneun hanaui salangnolae
- 1992 : Mister Mama (미스터 맘마)
- 1992 : 20 salgajiman salgo shipeoyo
- 1993 : Two Cops (투캅스)
- 1994 : Manura jugigi
- 1996 : Maegjuga aeinboda joheun 7gaji iyu
- 1996 : Two Cops 2 (투캅스2)
- 1998 : Saenggwabu uijaryo cheonggu sosong
- 2002 : Public Enemy (공공의 적)
- 2003 : Silmido (실미도)
- 2005 : Another Public Enemy (공공의 적 2)
- 2006 : Hanbando
- 2008 : Public Enemy Returns (강철중: 공공의 적 1-1)
- 2010 : Moss  (이끼, Iggi)
- 2011 : Geulreobeu
- 2013 : Jeonseolui joomeok
- 2016 : Gosanja: Dae-dong-yeo Ji-do

### En tant que scénariste
- 1986 : Chumchuneun dal de No Se-han
- 2001 : Sillaui dalbam de Kim Sang-jin
- 2005 : Another Public Enemy de lui-même (공공의 적 2)
- 2008 : Public Enemy Returns de lui-même (강철중: 공공의 적 1-1)

## Distinctions

### Récompenses
- Baeksang Arts Awards 1994 : meilleur réalisateur pour Two Cops
- Blue Dragon Film Awards 2004 : meilleur réalisateur pour Silmido[4]
- Blue Dragon Film Awards 2010 : meilleur réalisateur pour Iggi
- Chunsa Film Art Awards 2010 : meilleur réalisateur pour Iggi
- Grand Bell Awards 2010 : meilleur réalisateur pour Iggi